# Прус, Борис Васильевич
Борис Васильевич Прус (род. 9 февраля 1958) — советский украинский легкоатлет, специалист по стипльчезу. Выступал на всесоюзном уровне в 1980-х годах, серебряный призёр Спартакиады народов СССР, победитель первенств всесоюзного и республиканского значения, участник ряда крупных международных стартов. Представлял Киев и Вооружённые силы.

## Биография
Борис Прус родился 9 февраля 1958 года. Занимался лёгкой атлетикой в Киеве, выступал за Украинскую ССР и Советскую Армию.
Первого серьёзного успеха на всесоюзном уровне добился в сезоне 1981 года, когда на зимнем чемпионате СССР в Минске выиграл бронзовую медаль в зачёте бега на 2000 метров с препятствиями. Позднее также финишировал четвёртым в беге на 3000 метров с препятствиями на всесоюзных соревнованиях в Сочи.
В 1982 году на домашнем чемпионате СССР в Киеве с личным рекордом 8:24.8 завоевал серебряную награду в стипльчезе, уступив только Александру Величко.
В 1983 году в беге на 3000 метров с препятствиями одержал победу на международном старте в Бирмингеме, стал серебряным призёром на чемпионате страны в рамках VIII летней Спартакиады народов СССР в Москве, выиграл два всесоюзных старта в Ленинграде, в составе советской сборной финишировал шестым на Кубке Европы в Лондоне.
В 1984 году в той же дисциплине занял четвёртое место на соревнованиях в Киеве.
В 1985 году стартовал в стипльчезе на чемпионате СССР в Ленинграде, в число призёров попасть не смог.
На чемпионате СССР 1986 года в Киеве показал в финале шестой результат.